# Coquelicot 42
 (mars 2020).
Si vous disposez d'ouvrages ou d'articles de référence ou si vous connaissez des sites web de qualité traitant du thème abordé ici, merci de compléter l'article en donnant les références utiles à sa vérifiabilité et en les liant à la section « Notes et références ».
Le coquelicot 42 est un club français d'athlétisme de la ville de Saint-Étienne né de la fusion de l'Athlé 42 et du Coquelicot de Saint-Étienne. À l'origine le club s'appelait le Club Athlétique du Coquelicot (CAC) puis après sa fusion avec l'ASS (Association Sportive Stéphanoise, basket) il devient le Club Athlétique de Saint Etienne (CASE). Il a été créé en 1919 par des anciens tu combattants de la guerre de 1914-1918.

## Personnalités
Le nombre de ses adhérents est de 700 licenciés.
Dans le passé, quelques athlètes internationaux étaient licenciés au club :
- le Français Driss Maazouzi, médaillé de bronze aux Championnats du monde d'athlétisme 2001 et champion de France du 1500 m.
- le Marocain Brahim Lahlafi, médaillé de bronze du 5 000 m aux Jeux olympiques de 2000,
- l'Algérienne Nouria Benida-Merah, médaillée d'or de cette même édition des Jeux olympiques  sur 1 500 m
- le Français Stéphane Vial, nombreuses fois champion de France de lancer de poids. Champion des jeux de la francophonie.

Athlètes actuels :
- Camille Bruyas, coureuse d'ultra-trail.
- Eugénie Morel, Championne de France cadette sur 800 m en salle.
- Valérie Bonnet, de nombreuses fois championne de France au saut en hauteur, qualifiée aux championnats du monde juniors en 2014 (seule athlète du club participant à cette compétition depuis 1998).
- Sarah Tchraou, 3e place cadette du 2 000 m steeple en extérieur.
- Amanda Ngandu Ntumba, championne de France du lancer de disque et poids.
- Joris Chapon, sauteur en hauteur[1].
- Emmanuelle Chazal, 1re au pentathlon sénior femme (National 2).
- Rémy Faure, 3e place sur le décathlon en cadet homme.
- Edgar Chave, 3e place sur le décathlon en espoir homme.
- Farah Aadssi, championne de France junior du lancer de javelot.